# Évian-les-Bains
Évian-les-Bains je zdraviliško naselje in občina v vzhodnem francoskem departmaju Haute-Savoie regije Rona-Alpe. Leta 2005 je naselje imelo 7.787 prebivalcev. 

## Geografija
Kraj leži v Savoji na južni obali Ženevskega jezera, 50 km severovzhodno od Ženeve.

## Administracija
Évian-les-Bains je sedež istoimenskega kantona, v katerega so poleg njegove vključene še občine Bernex, Champanges, Féternes, Larringes, Lugrin, Maxilly-sur-Léman, Meillerie, Neuvecelle, Novel, Publier, Saint-Gingolph, Saint-Paul-en-Chablais, Thollon-les-Mémises in Vinzier s 25.048 prebivalci.
Kanton Évian-les-Bains je sestavni del okrožja Thonon-les-Bains.

## Zgodovina
Julija 1938 je v Évianu na iniciativo ameriškega predsednika Roosevelta potekala konferenca, na kateri so delegati iz 32 držav in člani različnih organizacij razpravljali o vprašanju povečanega števila židov, bežečih pred nacističnim nasiljem.
18. marca 1962 je bil v kraju podpisan sporazum med državo Francijo in alžirsko Narodno osvobodilno fronto, s katerim se je končala alžirska osamosvojitvena vojna.
1. junija 2003 je bil Évian prizorišče 29. vrha skupine G8.

## Zanimivosti
- Évian je dom po njem imenovane mineralne vode.

## Pobratena mesta
- Benicàssim (Valencija, Španija),
- Neckargemünd (Baden-Württemberg, Nemčija).